# Wlodek Bzowka
Wlodzimierz Tadeusz Bzówka (* 21. Juni 1979 in Ostrowo, Polen; † 26. Dezember 2007 in Tokyo) war ein polnisch-deutscher Künstler.

## Leben
1987 übersiedelte Wlodek Bzowka aus dem polnischen Ostrowo nach Düsseldorf, wo er seine Kinder- und Jugendzeit verbrachte. Von 2000 bis 2005 studierte er Freie Kunst an der Hochschule für Bildende Künste (HfbK) in Hamburg. Maßgeblich beeinflusst wurde er von den Professoren Franz Erhard Walther und Stephan Dillemuth, bei denen er auch seine Diplomprüfung ablegte. Von 2005 bis 2007 absolvierte er ein Aufbaustudium an der HfbK. Seit 2001 war er außerdem erfolgreich als selbständiger Web- und Mediadesigner tätig. 2007 erhielt er ein DAAD-Stipendium für einen künstlerischen Forschungsaufenthalt am National Institute of Informatics der University of Tokyo. Am 26. Dezember 2007 kam er in Tokyo bei einem Unfall ums Leben.

## Werk
Ausgehend von Überlegungen zum Verhältnis von Fläche und Raum in der Malerei beschäftigte sich Wlodek Bzowka seit 2004 zunächst mit filmischen, dann mit digitalen Bildräumen und erprobte verschiedene Möglichkeiten ihrer malerischen Repräsentation. Screenshots aus 3D-Computerspielen lieferten das Ausgangsmaterial für eine 2005 und 2006 entstandene Serie von Malereien mit dem Titel „Zur Phänomenologie des Digitalen Bildes“. Seit 2006 entwickelte er eine neuartige Collagetechnik, bei der er farbige Cuttings aus Polyethylen-Schaum auf großformatige, weiß grundierte Leinwände aufbrachte. Dabei entstanden scheinbar abstrakte Kippfiguren, die den Blick hinter die Bühne des digitalen Bildes freigaben: Als Vorlage dienten fehlerhafte Computerspiel-Grafiken, bei denen die Spielfigur im Moment der Niederlage in geometrische Splitter zerfällt.
Arbeiten von Wlodek Bzowka befinden sich in zahlreichen Privatsammlungen, u. a. in Hamburg, Berlin, Düsseldorf und Frankfurt am Main. Sein künstlerischer Nachlass wurde 2011 vom Forum für Nachlässe von Künstlerinnen und Künstlern in Hamburg aufgenommen.

## Ausstellungen
- 2011 Digital Impulse, Forum für Nachlässe von Künstlerinnen und Künstlern e.V, Hamburg
- 2009 Shhhoooh...white lightnin, Westwerk, Hamburg (mit Charlotte Jaus)
- 2007 White Lightening, Westwerk, Hamburg (mit Charlotte Jaus)
- 2007 Wandmalerei bei Conni Kotte's Interieur, Hamburg
- 2007 5/4, galerieXprssns, Hamburg (mit Max Czycholl, Seok Lee und Mark Matthes)
- 2007 flatten image - save as copy, Kulturzentrum Marstall, Ahrensburg (mit Max Czycholl, Seok Lee und Mark Matthes)
- 2007 Fenster zum Hof, Hamburg (Gruppenausstellung)
- 2007 tease art fair, Köln, mit galerieXprssns
- 2007 JAM Art Fair, Palma de Mallorca, mit galerieXprssns
- 2006 Karl Schneider wieder entdecken, 14 Dioptrien, Hamburg (mit Marcel Stammen und Mark Block-Wodaege)
- 2006 Glashaus Worringerplatz, Düsseldorf
- 2005 Fläche und Raum im Quadrat, Diplomausstellung, HfbK Hamburg
- 2005 Ausstellung zum Abschluss eines Atelierstipendiums im Kunstverein e.v. AK Harburg
- 2005 Ersatzwelten, Jahresausstellung des BBK Hamburg, Kunsthaus Hamburg
- 2004 Epiphanien, galerieXprssns, Hamburg
- 2003 Locomotion_2, digital video screenings on public screens, Hamburg